# Wilhelm Schlote
Wilhelm Schlote (* 4. März 1946 in Lüdenscheid) ist ein deutscher Zeichner, Cartoonist, Plakatkünstler, Kinderbuchautor und Karikaturist.

## Biografie
Schlote wuchs in Essen auf machte dort sein Abitur am Burggymnasium Essen. Sein erster Kunstlehrer war Heinz Mack (Mitglied der Künstlergruppe ZERO), der bereits früh das zeichnerische Talent von Wilhelm Schlote erkannte. Ebenso philosophisch prägend war bis zum Abitur sein Mentor und Freund Albert Schulze-Vellinghausen, der als Literaturkritiker bei der Frankfurter Allgemeinen Zeitung (FAZ) der Vorgänger von Marcel Reich-Ranicki war. Nach dem Abitur studiert Schlote bis 1968 Philosophie in Bonn und anschließend bis 1972 Kunst an der Kunsthochschule Kassel. 
Von 1973 bis 1978 war er Lehrer im höheren Schuldienst in Kassel (unter anderem an der Jacob-Grimm-Schule) und Hamburg. Zeitgleich mit der Entscheidung nach Paris zu gehen, wurde Schlote eine Professur an einer deutschen Kunsthochschule angeboten. Schlote entschied sich jedoch 1978 für einen Umzug nach Frankreich, wo er zum Teil in Nizza, hauptsächlich jedoch in Paris lebte. 1980 stellte er erstmals in der Medizinischen Fakultät St. Germain des Prés in Paris aus. Seit Mitte 2011 lebt und arbeitet Wilhelm Schlote in Köln-Sülz.

## Werk
1968 publizierte Schlote sein erstes von insgesamt 35 Kinderbüchern. Ab 1976 veröffentlichte er Cartoon-Postkarten – die sogenannten „Schlote-Karten“ – und erhielt im selben Jahr den Deutschen Jugendbuchpreis für Heute wünsch ich mir ein Nilpferd. Seit 1980 erstellte Schlote eine Vielzahl von Städteplakaten, Kalendern, Postern und Auftragsarbeiten. 1991 wurde er von der „Académie Calvet“ ausgezeichnet; den Preis überreichten ihm Catherine Deneuve und Claude Chabrol. 2002 erschien das Kunstbuch Postskriptum für die Deutsche Post. Schlotes Cartoons und Zeichnungen erschienen unter anderem in Zeitschriften wie Die Zeit, Die Welt, Rheinischer Merkur, The New Yorker, Le Monde und Le Figaro. Seine Städteplakate und Poster macht er für fast alle größeren deutschen Städte; aber auch Städte wie Amsterdam, Rom und New York City oder Jubiläen und Veranstaltungen werden im für Schlote typischen Strich wiedergegeben. Er selbst bezeichnet seinen Zeichenstil als „Krickelkrakel“ und verleugnet nie sein Hauptmotiv, das Strichmännchen. In seinen Aquarellen verarbeitet er auch französischen Rotwein, den er auf Servietten aufträgt. Zudem machte er Anzeigenwerbung für 4711 und Plakate für Lottogesellschaften und Betonproduzenten und schuf Designvorlagen für Sonia Rykiel. Er ist regelmäßig als Illustrator für die FAZ tätig.

## Auszeichnungen
- 1976 – Deutscher Jugendbuchpreis mit Elisabeth Borchers für Heute wünsch ich mir ein Nilpferd
- 1991 – Ehrung der „Académie Calvet“

## Ausstellungen
- 1982: Kunstverein Kassel
- 2010: llust_ratio 3. Illustration in der Zeitung – Achtzehn Illustratorinnen und Illustratoren und ihre Arbeiten für die Frankfurter Allgemeine Sonntagszeitung. Kunstverein Rüsselsheim